# 耶律適祿
耶律適禄（?—?），遼朝（契丹）軍人，字撒懶。
辽道宗清寧初年，以本班郎君，转任宿直官。天祚帝乾统年間，征討阻卜有功，加奉宸之位。经历護衛太保，转任弘義宮副使。上京臨潢府趙鍾哥起兵反抗，耶律適禄擒获趙鍾哥。加泰州观察使、为達魯虢部節度使。天慶年間，知興中府，加金吾衛上将軍之位。被反政府的变民殺害。

## 延伸阅读
[在维基数据编辑]
 《遼史·卷95》，出自脱脱《遼史》